# Kalanchoe sexangularis
Kalanchoe sexangularis är en fetbladsväxtart som beskrevs av N. E. Brown. Kalanchoe sexangularis ingår i släktet Kalanchoe och familjen fetbladsväxter. Inga underarter finns listade i Catalogue of Life.

## Bildgalleri

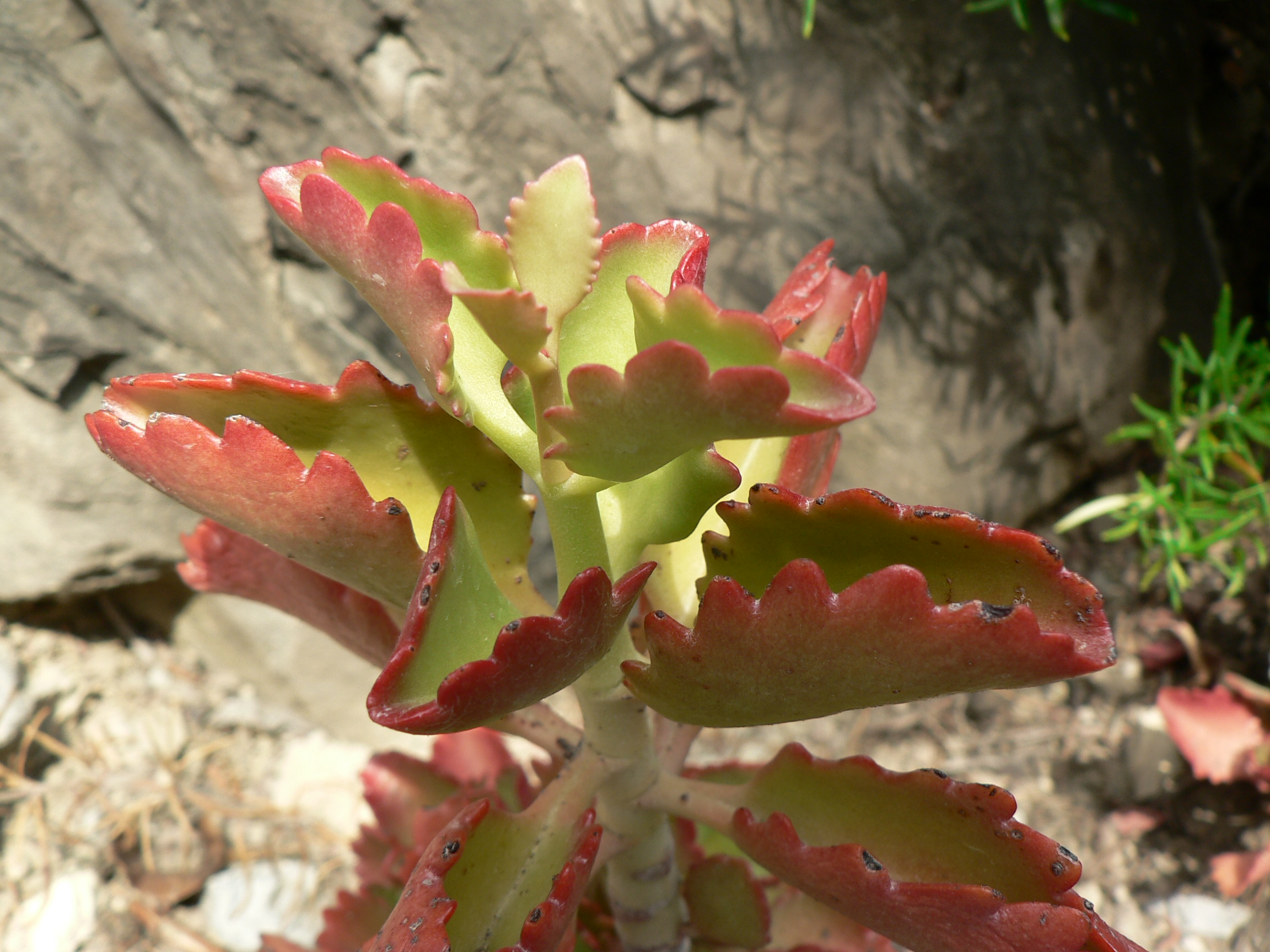
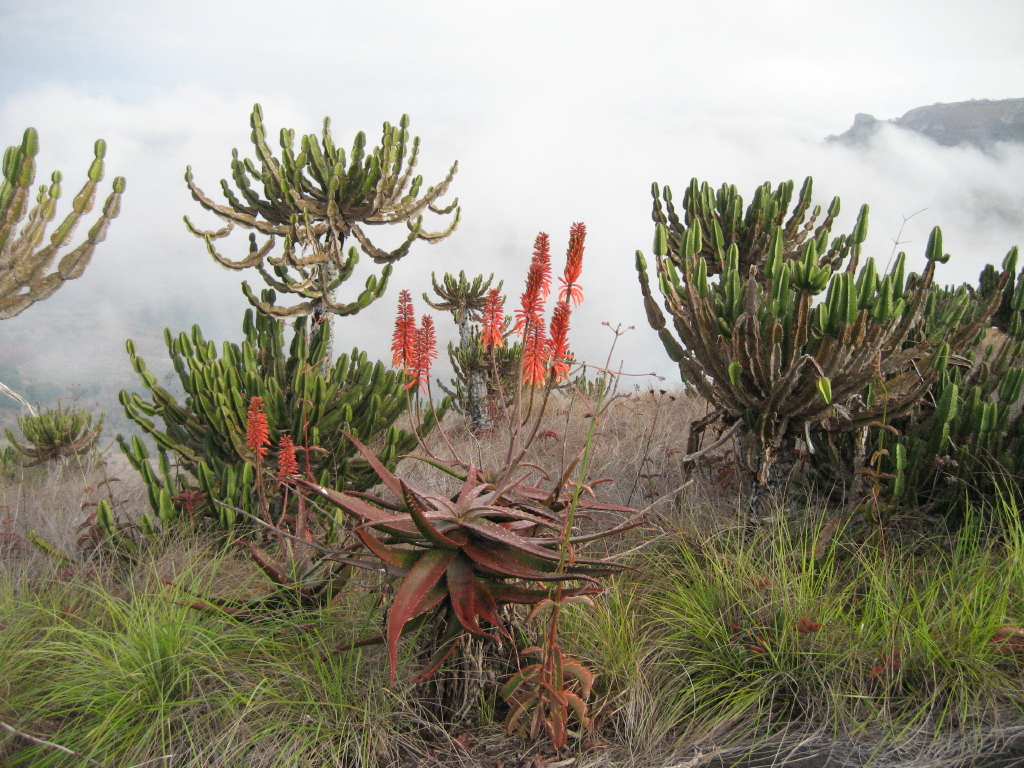